# Gejia (köpinghuvudort i Kina, Shandong Sheng, lat 37,15, long 121,85)
Gejia (kinesiska: 葛家, 葛家镇) är en köpinghuvudort i Kina. Den ligger i provinsen Shandong, i den östra delen av landet, omkring 430 kilometer öster om provinshuvudstaden Jinan. Antalet invånare är 50 354. Befolkningen består av 24 998 kvinnor och 25 356 män. Barn under 15 år utgör 6,0 %, vuxna 15-64 år 75 %, och äldre över 65 år 17,0 %.
Runt Gejia är det tätbefolkat, med 319 invånare per kvadratkilometer. Närmaste större samhälle är Wendeng, 18,5 km öster om Gejia. Trakten runt Gejia består till största delen av jordbruksmark.
Genomsnittlig årsnederbörd är 743 millimeter. Den regnigaste månaden är juli, med i genomsnitt 227 mm nederbörd, och den torraste är januari, med 13 mm nederbörd.